# Tecken (häst)

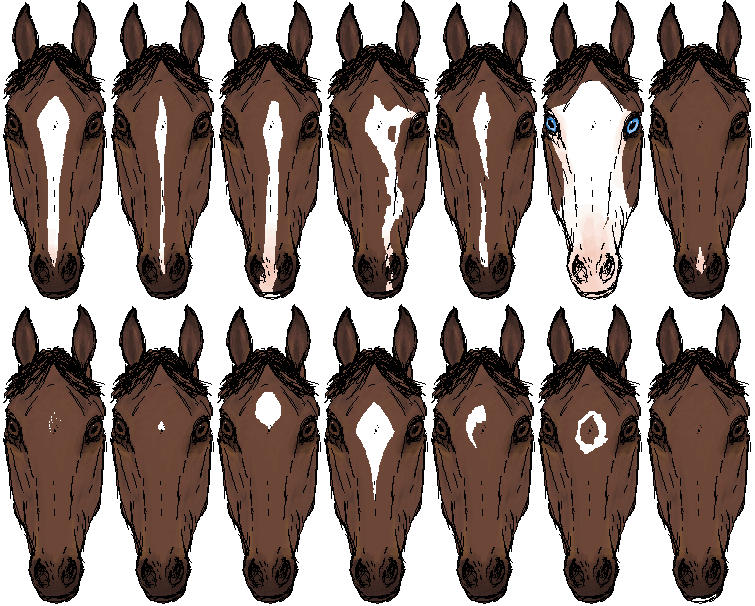
Övre raden från vänster: bläs, strimbläs (strimma), genomgående bläs, oregelbunden bläs, bruten bläs, lykta, snopp.Undre raden från vänster: vita hår i pannan, stjärnämne, stjärn, skjuten stjärn, oregelbunden stjärn, ringstjärn, vit underläpp

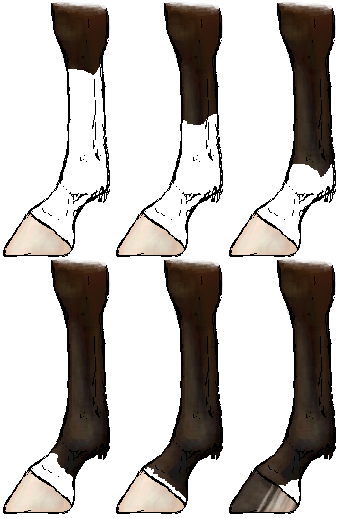
Vit helstrumpa, vit halvstrumpa, vit kota, vit krona, vit kronrand, vita ballar

Ett hästtecken är ett område med vit päls och rosa skinn antingen i hästens ansikte eller på dess ben. Primitiva hästar kan även ha mörkare zebraränder på benen som kallas zebratecken. 

## I hästens ansikte
- Bläs - En vertikal vit strimma i hästens ansikte.
- Strimbläs - En vertikal strimma i hästens ansikte som är smalare än den vanliga bläsen.
- Stjärn - En vit fläck mellan hästens ögon.
- Skjuten stjärn - En vit fläck i hästens panna som "runnit" ner mot mulen.
- Ringstjärn - En vit ring i hästens panna. Ibland är inte ringen helt sluten och kallas då bruten ringstjärn.
- Vita hår i pannan - Enstaka spridda vita hårstrån i hästens panna.
- Stjärnämne - Större vita prickar eller fläckar i hästens panna.
- Lykta - Nästan hela hästens ansikte är vitt.
- Snopp - En vit fläck mellan hästens näsborrar.
- Vit under-/överläpp - En vit fläck på hästens över- eller underläpp.
- Vit mule - Hästens mule är vit (inte att förväxla med mjölmule som inte har rosa skinn under det vita).

## På hästens ben
- Vita ballar - En vit fläck på ballarna.
- Vit kronrand - Vitt närmast hoven i en tunn rand.
- Vit krona - Vitt från hoven och upp, men inte högre än under kotan.
- Vit kota - Vitt upp till kotan.
- Vit halvstrumpa - Vitt upp till halva skenbenet.
- Vit helstrumpa - Vitt upp till under framknäet/hasen.

Strumpor som går över hästens framknän (carpus) och hasor orsakas av skäckanlag (vanligen sabino), ofta i kombination med stora tecken i ansiktet. Det förekommer att hästen har färgade fläckar/prickar i det vita på benen. Om fläckarna är mycket stora är det troligt att det också är förknippat med ett skäckanlag. Färgen vid hästens kronrand bestämmer också färgen på hästens hov; om hästen har till exempel en strumpa är hoven opigmenterad (rosa/gulaktig) och om den har till exempel en vit ball, eller färgade fläckar i det vita, så är hoven färgad där kronranden är färgad och ofärgad där kronranden är ofärgad. Det färgade/ofärgade på hoven uppträder inte som fläckar, utan som ränder, eftersom hoven bara växer från sin tillväxtzon (precis under kronranden).

## Övriga tecken
- Ål - En mörk linje som följer hästens ryggrad från halsen till svansroten. Tillhör de s.k. vildtecknen som kännetecknar blacka hästar, men kan även förekomma hos standardbruna hästar. Övriga vildtecken saknas då.
- Grepp - En mörk linje som korsar ålen tvärs över manken.
- Zebratecken - Randiga zebratecken som kan framträda på hästens ben eller ibland i ansiktet. Dessa existerar dock bara hos primitiva hästraser som Przewalskihästarna, Islandshästen och Fjordhästen.